# 蕭萬長內閣
蕭萬長內閣，是由行政院院長蕭萬長所領導的中華民國內閣，也是中華民國第9任總統李登輝所任命的第三任內閣團隊，亦是李登輝任內的最後一次內閣。2000年5月20日，由唐飛內閣接任。

## 內閣成員
- 行政院院長：蕭萬長（ 中國國民黨）
- 行政院副院長：章孝嚴（ 中國國民黨，1997年9月1日－1997年12月11日）→ 劉兆玄（1997年12月11日－2000年5月20日）
- 行政院秘書長：謝深山（ 中國國民黨）
- 行政院新聞局局長：趙怡（ 中國國民黨）
- 內政部部長：黃主文（ 中國國民黨）
- 外交部部長：胡志強（ 中國國民黨，1997年10月20日－1999年11月30日）→ 程建人（ 中國國民黨，1999年11月30日－2000年5月20日）
- 國防部部長：唐飛（ 中國國民黨）
- 財政部部長：邱正雄 （ 中國國民黨）
- 教育部部長：楊朝祥（ 中國國民黨）
- 法務部部長：葉金鳳 （ 中國國民黨）
- 經濟部部長：王志剛（ 中國國民黨 ，1996年6月10日－2000年5月20日）
- 交通部部長：林豐正（ 中國國民黨，1998年4月1日－2000年3月27日）→ 陳世圯（次長代理，2000年3月27日－2000年5月20日）
- 行政院經濟建設委員會主任委員：江丙坤（ 中國國民黨）
- 行政院人事行政局局長：陳庚金（ 中國國民黨 ，－1997年）→ 魏啟林（1997年－1999年）→ 張哲琛（1999年－2000年）
- 行政院衛生署署長：詹啟賢（ 中國國民黨）
- 行政院大陸委員會主任委員：張京育( 中國國民黨，1996年2月28日－1999年1月31日）→ 蘇起（ 中國國民黨，1999年2月1日－2000年5月20日）
- 行政院國軍退除役官兵輔導委員會主任委員：楊亭雲（1994年12月15日－1999年1月31日）→ 李楨林（1999年2月1日－2000年5月20日）
- 行政院文化建設委員會主任委員：林澄枝（ 中國國民黨）
- 行政院農業委員會主任委員：彭作奎（1997年5月－1999年12月）→ 林享能（副主任委員代理，1999年12月－2000年5月）
- 行政院青年輔導委員會主任委員：李紀珠（ 中國國民黨）
- 行政院研究發展考核委員會主任委員：魏啟林
- 行政院國家科學委員會主任委員：黃鎮台（ 中國國民黨）
- 行政院原子能委員會主任委員：胡錦標
- 蒙藏委員會委員長：高孔廉（ 中國國民黨）
- 僑務委員會委員長：焦仁和 （ 中國國民黨）
- 不管部會政務委員：詳見中華民國政務委員列表
- 臺灣省主席：趙守博（ 中國國民黨，1998年精省後）
- 行政院主計處主計長：韋端
- 中央銀行總裁：許遠東→ 彭淮南（ 中國國民黨）
- 國立故宮博物院院長：秦孝儀（ 中國國民黨）
- 行政院勞工委員會主任委員：詹火生
- 行政院環境保護署署長：蔡勳雄（ 中國國民黨）
- 行政院原住民族委員會主任委員：華加志（ 中國國民黨）

#### 中央直營事業單位（非公務員編制）
- - 行政院衛生署中央健康保險局總經理：賴美淑

### 新設部會
- 行政院體育委員會主任委員：趙麗雲（ 中國國民黨）

## 內閣任內大事紀
- 民國86年9月1日，蕭萬長內閣成立，政務委員共七名。
  - 黃大洲 先生 （任期：86.09.01 - 88.01.27）( 中國國民黨)
  - 郭婉容 女士 （任期：86.09.01 - 88.01.27）( 中國國民黨)
  - 楊世緘 先生 （任期：86.09.01 - 88.01.27）( 中國國民黨)
  - 陳健民 先生 （任期：86.09.01 - 88.01.27）( 中國國民黨)
  - 趙守博 先生 （任期：86.09.01 - 87.12.21）( 中國國民黨)
  - 林豐正 先生 （任期：86.09.01 - 87.04.01）( 中國國民黨)→ 蔡兆陽 先生 （任期：87.04.01 - 88.01.27 ）
  - 詹火生 先生 （任期：86.09.01 - 87.02.05）→ 江丙坤 先生 （任期：87.02.05 - 88.01.27 ）( 中國國民黨)

- 民國88年1月27日，蕭萬長內閣小改組。
  - 黃大洲 先生 （任期：88.01.27 - 89.05.20）( 中國國民黨)
  - 郭婉容 女士 （任期：88.01.27 - 89.05.20）( 中國國民黨)
  - 楊世緘 先生 （任期：88.01.27 - 89.05.20）( 中國國民黨)
  - 陳健民 先生 （任期：88.01.27 - 89.05.20）( 中國國民黨)
  - 江丙坤 先生 （任期：88.01.27 - 89.05.20）( 中國國民黨)
  - 蔡兆陽 先生 （任期：88.01.27 - 89.05.20）
  - 吳容明 先生 （任期：88.02.01 - 88.08.15）( 中國國民黨)→ 鍾榮吉 先生 （任期：88.11.18 - 89.03.08）( 中國國民黨)

- 2000年5月20日完成政黨輪替。